# Équipe de Papouasie-Nouvelle-Guinée de football
Cet article traite de l'équipe masculine. Pour l'équipe féminine, voir Équipe de Papouasie-Nouvelle-Guinée de football féminin.
Maillots
L'équipe de Papouasie-Nouvelle-Guinée de football (anglais : Papua New Guinea national soccer team) est constituée par une sélection des meilleurs joueurs papouasien-néo-guinéen sous l'égide de la Fédération papou-néo-guinéenne de football. Elle représente le pays lors des compétitions continentales et internationales.
L'équipe nationale dispute la première rencontre de son histoire le 29 août 1963 face aux îles Fidji, match perdu sur le score de trois buts à un.

## Résultats
Le tableau suivant résume le palmarès de la sélection papouasienne en compétitions officielles. Il se compose d'une victoire de finaliste lors de la Coupe de Mélanésie.
| Coupe d'Océanie                                            | Coupe de Mélanésie                                                              |
| ---------------------------------------------------------- | ------------------------------------------------------------------------------- |
| - Coupe d'Océanie (4 participations) : - Finaliste en 2016 | - Coupe de Mélanésie (6 participations) : - Vainqueur : 1996 - Troisième : 1994 |

### Parcours en Coupe du monde
La Coupe du monde de football de 1998 est la première édition de la compétition à laquelle est inscrite la sélection papouasienne. Celle-ci dispute le 16 septembre 1996 face aux îles Salomon sa première rencontre de qualification à une Coupe du monde. Engagée à quatre reprises dans les éliminatoires de la compétition, elle ne s'est jamais qualifiée à une phase finale de la compétition.
| Année | Position     |      | Année         | Position |               | Année | Position |
| 1930  | Non inscrite | 1974 | Non inscrite  | 2010     | Non qualifiée |       |          |
| 1934  | Non inscrite | 1978 | Non inscrite  | 2014     | Non qualifiée |       |          |
| 1938  | Non inscrite | 1982 | Non inscrite  | 2018     | Non qualifiée |       |          |
| 1950  | Non inscrite | 1986 | Non inscrite  | 2022     | Non qualifiée |       |          |
| 1954  | Non inscrite | 1990 | Non inscrite  | 2026     | Non qualifiée |       |          |
| 1958  | Non inscrite | 1994 | Non inscrite  | 2030     | À venir       |       |          |
| 1962  | Non inscrite | 1998 | Non qualifiée | 2034     | À venir       |       |          |
| 1966  | Non inscrite | 2002 | Non inscrite  |          |               |       |          |
| 1970  | Non inscrite | 2006 | Non qualifiée |          |               |       |          |

### Parcours en Coupe d'Océanie
La Coupe d'Océanie est créée en 1973. Après une seconde édition en 1980, elle disparaît jusqu'en 1996 où elle est recréée sur un rythme bisannuel, servant de qualification pour la Coupe des confédérations. La Papouasie-Nouvelle-Guinée a disputé à trois reprises la phase finale de la compétition.
| Année | Position          |      | Année             | Position |           | Année | Position |
| 1973  | Non inscrit       | 2000 | Tour préliminaire | 2012     | 1er tour  |       |          |
| 1980  | 1er tour          | 2002 | 1er tour          | 2016     | Finaliste |       |          |
| 1996  | Tour préliminaire | 2004 | Tour préliminaire | 2020     | Annulée   |       |          |
| 1998  | Tour préliminaire | 2008 | Tour préliminaire | 2024     | 1er tour  |       |          |

## Statistiques

### Classement FIFA
La Papouasie-Nouvelle-Guinée a connu son meilleur classement FIFA en juin 2004 en atteignant la 160e place. Leur plus mauvais classement est une 203e place en juillet 2009, de février à juin 2010 puis de janvier à juin 2011.
Les rencontres contre les Kiribati ainsi que celles jouées face à Wallis-et-Futuna ne sont cependant pas considérées comme des matchs internationaux officiels, ces sélections n'étant pas affiliées à la FIFA.
| Année                 | 1996 | 1997 | 1998 | 1999 | 2000 | 2001 | 2002 | 2003 | 2004 | 2005 | 2006 | 2007 | 2008 | 2009 | 2010 | 2011 | 2012 | 2013 | 2014 | 2015 | 2016 | 2017 | 2018 |
| --------------------- | ---- | ---- | ---- | ---- | ---- | ---- | ---- | ---- | ---- | ---- | ---- | ---- | ---- | ---- | ---- | ---- | ---- | ---- | ---- | ---- | ---- | ---- | ---- |
| Classement mondial    | 169  | 167  | 172  | 183  | 192  | 196  | 167  | 172  | 161  | 166  | 178  | 183  | 201  | 203  | 203  | 193  | 188  | 194  | 199  | 203  | 170  | 160  | 168  |
| Classement en Océanie | 5    | 5    | 7    | 8    | 9    | 9    | 7    | 6    | 6    | 6    | 7    | 9    | 11   | 11   | 11   | 10   | 9    | 9    |      |      |      |      |      |

| Légende du classement mondial : Légende du classement océanien : | - de 1 à 99 - de 1 à 3 | - de 100 à 149 - de 3 à 6 | - de 150 à 209 - de 7 à 11 |